# Mindrot
Mindrot war eine US-amerikanische Death-Doom-Band aus Westminster im Orange County, Kalifornien.
Ihre drei Demos veröffentlichte die Band als MC, die beiden 7"-Singles auf dem bandeigenen Label Tempest Records. Die anschließenden drei Tonträger erschienen bei dem US-Label Relapse Records; das Debütalbum Dawning war aufgrund eines Vertriebsdeals mit Nuclear Blast auch in Europa erhältlich.
Das erste offizielle Lebenszeichen, die Single Endeavor, hielt Bernd Granz im Rock Hard für sehr speziell, denn „[n]ach industriellem Intro“ hämmere das Stück „in Höllenmanier los, um dann eine abrupte Vollbremsung zu vollführen und mit brutaler Slowness die ganze Mindrot-Power vorzuführen“. Im Fanzine Metalspheres wurde die stilistische Bandbreite von Dawning hervorgehoben, die eine Kategorisierung unmöglich mache. Die Spanne reiche von einem „ruhigen, gothiclastigen Instrumental“ zu Beginn über „wütenden Death Metal-Song mit Hardcore-Touch“ und ein „doomig-schleppendes Epos“ hin zu Songs, die in „Death Metal und Grindcore Gefilden wildern“ (sic!).
Mit drei Jahren Latenz wurde das Zweitwerk Soul veröffentlicht, ebenfalls via Relapse Records. Kurz danach löste sich die Band auf: Erst wechselte Schlagzeuger Evan Kilbourne zu Save Ferris, dann verließen John Flood und Adrian Leroux die Band aufgrund deren Instabilität bzw. lösten sie auf.

## Diskografie
Demos
- 1990: Untitled (MC)
- 1992: Live in the Studio (MC)
- 1992: Faded Dream (MC)

Singles und Alben
- 1991: Endeavor (7", Tempest Records)
- 1992: Apocalypse/Mindrot Split (7", Tempest Records)
- 1995: Forlorn (EP, Relapse Records)
- 1995: Dawning (Album, Relapse Records)
- 1998: Soul (Album, Relapse Records)